# Grand Prix schansspringen 2016
De Grand Prix schansspringen 2016 ging op 16 juli 2016 van start in het Franse Courchevel en eindigde op 2 oktober 2016 in het Duitse Klingenthal. De Grand Prix voor mannen bestaat dit seizoen uit twaalf individuele wedstrijden en een wedstrijd voor landenteams. De Pool Maciej Kot wist de Grand Prix op zijn naam te schrijven. De Grand Prix voor vrouwen bestond dit seizoen uit vijf individuele wedstrijden. De Japanse Sara Takanashi won, voor het vijfde jaar op rij, de Grand Prix voor vrouwen.

## Mannen

### Kalender
| Datum      | Plaats       | Schans | Opmerking  | Eerste                                                                 | Tweede                                                     | Derde                                                                |
| ---------- | ------------ | ------ | ---------- | ---------------------------------------------------------------------- | ---------------------------------------------------------- | -------------------------------------------------------------------- |
| 16/07/2016 | Courchevel   | HS132  | Avond      | Maciej Kot                                                             | Kamil Stoch                                                | Stefan Kraft                                                         |
| 22/07/2016 | Wisła        | HS134  | Team Avond | Noorwegen Johann André Forfang Tom Hilde Joachim Hauer Anders Fannemel | Slovenië Jurij Tepeš Robert Kranjec Jaka Hvala Peter Prevc | Duitsland Andreas Wank Karl Geiger Richard Freitag Andreas Wellinger |
| 23/07/2016 | Wisła        | HS134  | Avond      | Maciej Kot                                                             | Anders Fannemel                                            | Andreas Wellinger                                                    |
| 30/07/2016 | Hinterzarten | HS108  | Avond      | Andreas Wellinger                                                      | Maciej Kot Stefan Kraft                                    |                                                                      |
| 06/08/2016 | Einsiedeln   | HS117  | Avond      | Maciej Kot                                                             | Kamil Stoch                                                | Michael Hayböck                                                      |
| 27/08/2016 | Hakuba       | HS131  | Avond      | Anders Fannemel                                                        | Taku Takeuchi                                              | Andreas Wellinger                                                    |
| 28/08/2016 | Hakuba       | HS131  |            | Taku Takeuchi                                                          | Joachim Hauer                                              | Anders Fannemel                                                      |
| 10/09/2016 | Tsjaikovski  | HS140  | Avond      | Robert Kranjec                                                         | Anže Semenič                                               | Karl Geiger                                                          |
| 11/09/2016 | Tsjaikovski  | HS140  | Avond      | Anže Semenič                                                           | Tomáš Vančura                                              | Vojtěch Štursa                                                       |
| 17/09/2016 | Almaty       | HS140  | Avond      | Afgelast                                                               | Afgelast                                                   | Afgelast                                                             |
| 18/09/2016 | Almaty       | HS140  | Avond      | Afgelast                                                               | Afgelast                                                   | Afgelast                                                             |
| 01/10/2016 | Hinzenbach   | HS94   |            | Maciej Kot                                                             | Dawid Kubacki                                              | Peter Prevc                                                          |
| 02/10/2016 | Klingenthal  | HS140  |            | Maciej Kot                                                             | Kamil Stoch                                                | Peter Prevc                                                          |

### Eindklassement
| #  | Atleet            | Land | Punten |
| -- | ----------------- | ---- | ------ |
| 1  | Maciej Kot        | POL  | 580    |
| 2  | Andreas Wellinger | GER  | 351    |
| 3  | Kamil Stoch       | POL  | 315    |
| 4  | Stefan Kraft      | AUT  | 304    |
| 5  | Taku Takeuchi     | JPN  | 280    |
| 6  | Peter Prevc       | SLO  | 265    |
| 7  | Anders Fannemel   | NOR  | 260    |
| 8  | Robert Kranjec    | SLO  | 259    |
| 9  | Karl Geiger       | GER  | 253    |
| 10 | Michael Hayböck   | AUT  | 217    |

## Vrouwen

### Kalender
| Datum      | Plaats      | Schans | Opmerking | Eerste         | Tweede       | Derde             |
| ---------- | ----------- | ------ | --------- | -------------- | ------------ | ----------------- |
| 16/07/2016 | Courchevel  | HS132  | Avond     | Sara Takanashi | Chiara Hölzl | Yuki Ito          |
| 10/09/2016 | Tsjaikovski | HS106  | Avond     | Sara Takanashi | Maren Lundby | Maja Vtič         |
| 11/09/2016 | Tsjaikovski | HS106  | Avond     | Sara Takanashi | Carina Vogt  | Irina Avvakoemova |
| 17/09/2016 | Almaty      | HS106  | Avond     | Afgelast       | Afgelast     | Afgelast          |
| 18/09/2016 | Almaty      | HS106  | Avond     | Afgelast       | Afgelast     | Afgelast          |

### Eindklassement
| #  | Atleet            | Land | Punten |
| -- | ----------------- | ---- | ------ |
| 1  | Sara Takanashi    | JPN  | 300    |
| 2  | Carina Vogt       | GER  | 160    |
| 3  | Irina Avvakoemova | RUS  | 155    |
| 4  | Yuki Ito          | JPN  | 137    |
| 5  | Yuka Seto         | JPN  | 112    |
| 6  | Maja Vtič         | SLO  | 92     |
| 7  | Kaori Iwabuchi    | JPN  | 91     |
| 8  | Katharina Althaus | GER  | 88     |
| 9  | Nita Englund      | USA  | 86     |
| 10 | Chiara Hölzl      | AUT  | 80     |
| 10 | Maren Lundby      | NOR  | 80     |